# جولیو سزا منزور
جولیو سزا منزور (انگلیسی: Julio César Manzur؛ زادهٔ ۲۲ ژوئن ۱۹۸۱) یک بازیکن فوتبال اهل پاراگوئه است.
وی همچنین در تیم ملی فوتبال پاراگوئه بازی کرده‌است.